# The Cheetah Girls 2 (colonna sonora)
The Cheetah Girls 2 è la colonna sonora del film Cheetah Girls 2.
Le canzoni sono una miscela di pop, R&B, danza latina e dance. L'album è uscito il 15 agosto 2006, dieci giorni prima che il film uscisse in prima visione in TV. La maggior parte delle canzoni sono state cantate da Raven-Symoné e dalle Cheetah Girls.
L'album ha venduto oltre 87 425 copie nella prima settimana dopo l'uscita. Ha venduto intorno 150 000 copie durante il Natale del 2006.

## Tracce
1. The Party's Just Begun – 3:10
2. Strut – 3:18
3. Dance with Me – 3:12
4. Why Wait – 3:01
5. A la nanita nana – 2:12
6. Do Your Own Thing – 3:17
7. It's Over – 3:03
8. Step Up – 3:09
9. Amigas Cheetahs – 4:06
10. Cherish the Moment – 3:26
11. Cheetah Sisters (Barcelona Mix) – 2:42
12. Everyone's a Star – 3:51
13. It's Gonna Be Alright – 3:49

## Classifica di iTunes
Quattro canzoni sono entrate nella classifica di iTunes
- Strut - 15
- The Party's Just Begun - 34
- Step Up - 56
- Amigas Cheetahs - 62